# Оденвальд
О́денвальд (Горы Средней Германии, нем. Odenwald) — горы, в западной Германии, между Неккаром и Майном, средней высоты (около 470 метров) в Федеративной Республике Германия (ФРГ). 

## Описание
Горы Оденвальд протяженностью 70 (75) километров длины, 40 (30 — 50) километров ширины, и имеют границы: на юге Неккар, на севере Майн, на западе Рейн. Горы Оденвальд на конец XIX столетия разделены на отрасли (ветви):
- западная, состоит из первобытных каменных пород, наверху лиственные леса, внизу виноградники, сады, поля, проживало многочисленное население, которое занималось ломкой мрамора, базальта, гранита;
- вторая — от Неккара к Вальд-Михельбаху;
- третья, идет по левой стороне Мюмлинга к реке Майну;
- четвертая — по правой стороне Мюмлинга.

А шведская энциклопедия Nordisk familjebok описывает Оденвальд как горы, поднимающиеся с высоты 100 метров до высоты свыше 500 метров. Высочайшая вершина на юге — Катценбукель (Katzenbuckel) — (626 (627, 628) метров) рядом с Эбербахом. Среди других вершин Nordisk familjebok выделяет Гардберг (Hardberg) — (593 (594) метра), Крэберг (Krehberg) — (576 (549) метров), Мелибокус (Melibokus) — (517 (515) метров) и Фельзберг (Felsberg) — (514 (501) метров). На западе горы круто обрываются к долине Рейна. На восток горы опускаются плавно. Покрыты лиственными и хвойными лесами, перемежающимися лугами и полями. Западная часть массива состоит из кристаллических шиферов и вулканических пород (граниты, сиениты и порфиры), восточная — из более молодых осадочных пород.